# Carpelimus bonnelli
Carpelimus bonnelli är en skalbaggsart som beskrevs av Hatch 1957. Carpelimus bonnelli ingår i släktet Carpelimus och familjen kortvingar. Inga underarter finns listade i Catalogue of Life.